# Madrid Open 2025 - Qualificazioni singolare maschile
Le qualificazioni del singolare maschile del Madrid Open 2025 sono state un torneo di tennis preliminare per accedere alla fase finale della manifestazione. I vincitori dell'ultimo turno sono entrati di diritto nel tabellone principale. In caso di ritiro di uno o più giocatori aventi diritto a questi sono subentrati i lucky loser, ossia i giocatori che hanno perso nell'ultimo turno ma che avevano una classifica più alta rispetto agli altri partecipanti che avevano comunque perso nel turno finale.

## Teste di serie
1. Daniel Altmaier (qualificato)
2. Jacob Fearnley (qualificato)
3. Gabriel Diallo (ultimo turno, lucky loser)
4. Hugo Gaston (qualificato)
5. Rinky Hijikata (ultimo turno, lucky loser)
6. Botic van de Zandschulp (ultimo turno, lucky loser)
7. Márton Fucsovics (primo turno)
8. Kamil Majchrzak (ultimo turno, lucky loser)
9. Thiago Monteiro (ultimo turno)
10. Jesper de Jong (primo turno)
11. Vít Kopřiva (qualificato)
12. Dušan Lajović (qualificato)

1. Mackenzie McDonald (primo turno, ritirato)
2. Hugo Dellien (ultimo turno)
3. Luca Nardi (ultimo turno)
4. Tseng Chun-hsin (primo turno)
5. Aleksandr Ševčenko (primo turno)
6. Billy Harris (primo turno)
7. Nishesh Basavareddy (primo turno)
8. Borna Ćorić (qualificato)
9. Thiago Seyboth Wild (primo turno)
10. Fabio Fognini (qualificato)
11. Valentin Royer (ultimo turno)
12. Daniel Elahi Galán (ultimo turno)

## Qualificati
1. Daniel Altmaier
2. Jacob Fearnley
3. Borna Ćorić
4. Hugo Gaston
5. Fabio Fognini
6. Juan Manuel Cerúndolo

1. Borna Gojo
2. Elmer Møller
3. Ethan Quinn
4. Harold Mayot
5. Vít Kopřiva
6. Dušan Lajović

### Lucky loser
1. Gabriel Diallo
2. Rinky Hijikata

1. Kamil Majchrzak
2. Botic van de Zandschulp

## Tabellone

### Legenda
| - Q = Qualificato - WC = Wild card - LL = Lucky loser | - ALT = Alternate - SE = Special Exempt - PR = Protected Ranking | - w/o = Walkover - r = Ritirato - d = Squalificato |

### Sezione 1
|  | Primo turno | Primo turno           | Primo turno     | Primo turno | Primo turno |  |  | Ultimo turno | Ultimo turno       | Ultimo turno | Ultimo turno | Ultimo turno |  |
|  |             |                       |                 |             |             |  |  |              |                    |              |              |              |  |
|  | 1           | Daniel Altmaier       | Daniel Altmaier | 7           | 6           |  |  |              |                    |              |              |              |  |
|  | WC          | Luca Van Assche       | Luca Van Assche | 610         | 4           |  |  | 1            | Daniel Altmaier    | 7            | 3            | 6            |  |
|  | WC          | Diego Dedura-Palomero | 7               | 4           | 1           |  |  | 24           | Daniel Elahi Galán | 63           | 6            | 1            |  |
|  | 24          | Daniel Elahi Galán    | 67              | 6           | 6           |  |  |              |                    |              |              |              |  |

### Sezione 2
|  | Primo turno | Primo turno      | Primo turno      | Primo turno | Primo turno |  |  | Ultimo turno | Ultimo turno   | Ultimo turno   | Ultimo turno | Ultimo turno |  |
|  |             |                  |                  |             |             |  |  |              |                |                |              |              |  |
|  | 2           | Jacob Fearnley   | 4                | 6           | 6           |  |  |              |                |                |              |              |  |
|  |             | Pavel Kotov      | 6                | 4           | 1           |  |  | 2            | Jacob Fearnley | Jacob Fearnley | 7            | 6            |  |
|  |             | Adrian Mannarino | Adrian Mannarino | 3           | 68          |  |  | 14           | Hugo Dellien   | Hugo Dellien   | 5            | 1            |  |
|  | 14          | Hugo Dellien     | Hugo Dellien     | 6           | 7           |  |  |              |                |                |              |              |  |

### Sezione 3
|  | Primo turno | Primo turno               | Primo turno               | Primo turno | Primo turno |  |  | Ultimo turno | Ultimo turno   | Ultimo turno   | Ultimo turno | Ultimo turno |  |
|  |             |                           |                           |             |             |  |  |              |                |                |              |              |  |
|  | 3           | Gabriel Diallo            | Gabriel Diallo            | 6           | 6           |  |  |              |                |                |              |              |  |
|  |             | Nicolas Moreno de Alboran | Nicolas Moreno de Alboran | 3           | 3           |  |  | 3            | Gabriel Diallo | Gabriel Diallo | 3            | 6            |  |
|  |             | Otto Virtanen             | 7                         | 5           | 2           |  |  | 20           | Borna Ćorić    | Borna Ćorić    | 6            | 7            |  |
|  | 20          | Borna Ćorić               | 61                        | 7           | 6           |  |  |              |                |                |              |              |  |

### Sezione 4
|  | Primo turno | Primo turno      | Primo turno  | Primo turno | Primo turno |  |  | Ultimo turno | Ultimo turno | Ultimo turno | Ultimo turno | Ultimo turno |  |
|  |             |                  |              |             |             |  |  |              |              |              |              |              |  |
|  | 4           | Hugo Gaston      | 7            | 4           | 6           |  |  |              |              |              |              |              |  |
|  |             | Yannick Hanfmann | 6            | 6           | 4           |  |  | 4            | Hugo Gaston  | Hugo Gaston  | 6            | 6            |  |
|  | WC          | Manas Dhamne     | Manas Dhamne | 4           | 4           |  |  | 15           | Luca Nardi   | Luca Nardi   | 4            | 2            |  |
|  | 15          | Luca Nardi       | Luca Nardi   | 6           | 6           |  |  |              |              |              |              |              |  |

### Sezione 5
|  | Primo turno | Primo turno         | Primo turno         | Primo turno | Primo turno |  |  | Ultimo turno | Ultimo turno   | Ultimo turno | Ultimo turno | Ultimo turno |  |
|  |             |                     |                     |             |             |  |  |              |                |              |              |              |  |
|  | 5           | Rinky Hijikata      | 6                   | 611         | 4           |  |  |              |                |              |              |              |  |
|  |             | Lloyd Harris        | 4                   | 7           | 1r          |  |  | 5            | Rinky Hijikata | 4            | 7            | 5            |  |
|  |             | Alexander Ritschard | Alexander Ritschard | 1           | 6           |  |  | 22           | Fabio Fognini  | 6            | 5            | 7            |  |
|  | 22          | Fabio Fognini       | Fabio Fognini       | 6           | 7           |  |  |              |                |              |              |              |  |

### Sezione 6
|  | Primo turno | Primo turno             | Primo turno             | Primo turno | Primo turno |  |  | Ultimo turno | Ultimo turno            | Ultimo turno | Ultimo turno | Ultimo turno |  |
|  |             |                         |                         |             |             |  |  |              |                         |              |              |              |  |
|  | 6           | Botic van de Zandschulp | Botic van de Zandschulp | 6           | 6           |  |  |              |                         |              |              |              |  |
|  | WC          | Moïse Kouamé            | Moïse Kouamé            | 3           | 2           |  |  | 6            | Botic van de Zandschulp | 63           | 7            | 65           |  |
|  |             | Juan Manuel Cerúndolo   | Juan Manuel Cerúndolo   | 6           | 6           |  |  |              | Juan Manuel Cerúndolo   | 7            | 5            | 7            |  |
|  | 21          | Thiago Seyboth Wild     | Thiago Seyboth Wild     | 4           | 4           |  |  |              |                         |              |              |              |  |

### Sezione 7
|  | Primo turno | Primo turno        | Primo turno        | Primo turno | Primo turno |  |  | Ultimo turno | Ultimo turno | Ultimo turno | Ultimo turno | Ultimo turno |  |
|  |             |                    |                    |             |             |  |  |              |              |              |              |              |  |
|  | 7           | Márton Fucsovics   | 6                  | 3           | 2           |  |  |              |              |              |              |              |  |
|  | PR          | Borna Gojo         | 2                  | 6           | 6           |  |  | PR           | Borna Gojo   | Borna Gojo   | 714          | 6            |  |
|  |             | Jérôme Kym         | Jérôme Kym         | 4           | 0           |  |  |              | Jérôme Kym   | Jérôme Kym   | 612          | 3            |  |
|  | 13          | Mackenzie McDonald | Mackenzie McDonald | 6           | 2r          |  |  |              |              |              |              |              |  |

### Sezione 8
|  | Primo turno | Primo turno         | Primo turno         | Primo turno | Primo turno |  |  | Ultimo turno | Ultimo turno    | Ultimo turno | Ultimo turno | Ultimo turno |  |
|  |             |                     |                     |             |             |  |  |              |                 |              |              |              |  |
|  | 8           | Kamil Majchrzak     | Kamil Majchrzak     | 6           | 6           |  |  |              |                 |              |              |              |  |
|  | WC          | Darwin Blanch       | Darwin Blanch       | 1           | 4           |  |  | 8            | Kamil Majchrzak | 7            | 4            | 4            |  |
|  |             | Elmer Møller        | Elmer Møller        | 6           | 6           |  |  |              | Elmer Møller    | 5            | 6            | 6            |  |
|  | 19          | Nishesh Basavareddy | Nishesh Basavareddy | 1           | 1           |  |  |              |                 |              |              |              |  |

### Sezione 9
|  | Primo turno | Primo turno      | Primo turno      | Primo turno | Primo turno |  |  | Ultimo turno | Ultimo turno    | Ultimo turno | Ultimo turno | Ultimo turno |  |
|  |             |                  |                  |             |             |  |  |              |                 |              |              |              |  |
|  | 9           | Thiago Monteiro  | Thiago Monteiro  | 7           | 6           |  |  |              |                 |              |              |              |  |
|  |             | Mitchell Krueger | Mitchell Krueger | 5           | 3           |  |  | 9            | Thiago Monteiro | 6            | 65           | 60           |  |
|  |             | Ethan Quinn      | Ethan Quinn      | 6           | 6           |  |  |              | Ethan Quinn     | 2            | 7            | 7            |  |
|  | 18          | Billy Harris     | Billy Harris     | 3           | 4           |  |  |              |                 |              |              |              |  |

### Sezione 10
|  | Primo turno | Primo turno        | Primo turno        | Primo turno | Primo turno |  |  | Ultimo turno | Ultimo turno  | Ultimo turno  | Ultimo turno | Ultimo turno |  |
|  |             |                    |                    |             |             |  |  |              |               |               |              |              |  |
|  | 10          | Jesper de Jong     | 6                  | 64          | 4           |  |  |              |               |               |              |              |  |
|  |             | Tristan Boyer      | 3                  | 7           | 6           |  |  |              | Tristan Boyer | Tristan Boyer | 5            | 2            |  |
|  |             | Harold Mayot       | Harold Mayot       | 6           | 7           |  |  |              | Harold Mayot  | Harold Mayot  | 7            | 6            |  |
|  | 17          | Aleksandr Ševčenko | Aleksandr Ševčenko | 2           | 5           |  |  |              |               |               |              |              |  |

### Sezione 11
|  | Primo turno | Primo turno             | Primo turno    | Primo turno | Primo turno |  |  | Ultimo turno | Ultimo turno   | Ultimo turno | Ultimo turno | Ultimo turno |  |
|  |             |                         |                |             |             |  |  |              |                |              |              |              |  |
|  | 11          | Vít Kopřiva             | 7              | 5           | 6           |  |  |              |                |              |              |              |  |
|  |             | Román Andrés Burruchaga | 5              | 7           | 4           |  |  | 11           | Vít Kopřiva    | 1            | 6            | 7            |  |
|  |             | Taro Daniel             | Taro Daniel    | 3           | 2           |  |  | 23           | Valentin Royer | 6            | 3            | 63           |  |
|  | 23          | Valentin Royer          | Valentin Royer | 6           | 6           |  |  |              |                |              |              |              |  |

### Sezione 12
|  | Primo turno | Primo turno            | Primo turno            | Primo turno | Primo turno |  |  | Ultimo turno | Ultimo turno   | Ultimo turno   | Ultimo turno | Ultimo turno |  |
|  |             |                        |                        |             |             |  |  |              |                |                |              |              |  |
|  | 12          | Dušan Lajović          | Dušan Lajović          | 6           | 7           |  |  |              |                |                |              |              |  |
|  |             | Thiago Agustín Tirante | Thiago Agustín Tirante | 3           | 6           |  |  | 12           | Dušan Lajović  | Dušan Lajović  | 6            | 6            |  |
|  |             | Cristian Garín         | 2                      | 6           | 7           |  |  |              | Cristian Garín | Cristian Garín | 4            | 2            |  |
|  | 16          | Tseng Chun-hsin        | 6                      | 3           | 5           |  |  |              |                |                |              |              |  |